# 小川紗季
小川紗季（1996年11月18日—）是日本女性偶像艺人，出生於埼玉縣。Hello! Project Egg成员，此后加入ZYX-α、S/mileage。2011年宣布退出演艺圈。

## 略歷
2004年
- 在「HelloProject Egg audition 2004」中合格，成為Hello! Project Egg的一員。

2005年
- 12月 - 由愛華みれ主演的音樂劇「34丁目の奇跡」中，與橋本愛奈、岡田ロビン翔子、福田花音一起演出。

2006年
- 9月2日、3日 - 在「SHIBUYA-AX」舉行的鄉村少女組。演唱會中，在Encore時，與和田彩花、前田憂佳、森咲樹一起演出。

2007年
- 9月2日～10月21日出演「特番！！ちゃお.TV～ハロプロエッグのプリンセス決定戦～」。
- 12月24日 特別嘉賓出演「五木ひろし クリスマスディナーショー」。

2008年
- 8月9日 特別嘉賓出演「'08夏 ナイスガールプロジェクト！エモーショナルライブ」。
- 8月14日 出演「ハロプロエッグ ファンクラブ限定イベント」。
- 11月24日 出演「ハロー！プロジェクト新人公演11月～横浜JUMP！～」。

2009年
- 4月4日 在「2009 ハロー!プロジェクト新人公演 4月 〜横浜HOP!〜」中，和前田憂佳、和田彩花、福田花音發表被選為以正式出道為目標的新團體成員。
- 5月8日 製作人淳君在部落格發表新團體的名稱「S/mileage（スマイレージ）」
- 11月11日～11月19日 出演舞台劇「恋するハローキティ」。

2010年
- 1月11日 - 3月31日、以蟲Girl的身份在『おはスタ1部「ムッシータウン」』演出。
- 2月26日 - Twitter、Ameba Blog開始。
- 3月27日 - 在Hello! Project Egg的新人公演中，從Hello! Project Egg畢業。
- 4月1日 - 和井之上史織、田中絵里花一起成為『おはスタ』的新おはガール固定班底。
- 4月3日 - 決定スマイレージ將正式出道。

2011年
- 8月24日 - 宣佈8月27日將從スマイレージ及早安家族畢業。
- 8月27日 - 正式從スマイレージ及早安家族畢業，退出藝能界。

## 參與團體
- Hello! Project Egg(2004年 - 2010年)
- ZYX-α（2009年 - 2011年）
- S/mileage（2009年 - 2011年）

## 外部連結
- http://twitter.com/sakiogawa （页面存档备份，存于）